# Paul Scranton
Paul Earl Scranton (Los Angeles, 30 aprile 1944) è un ex cestista statunitense, professionista nella ABA.

## Carriera
Disputò 5 partite con gli Anaheim Amigos nella stagione ABA 1967-68.